# Hsziang Hsziu
Hsziang Hsziu (pinjin: Xiang Xiu; kínai: 向秀) (magyaros névváltozatok: Hiang Sziu, Hsziang Ce-csi; (223? – 300?) kínai költő, filozófus.
A Bambuszliget hét bölcse néven ismert költőcsoport tagja volt.
Leghíresebb munkája Csuang-ce (Zhuangzi) című taoista alapműhöz fűzött, konfuciánus stílusban írt kommentár, amit később Kuo Hsziang (Guo Xiang) dolgozott át és fejezett be. Barátját, a hasonló elveket valló Hszi Kang (Xi Kang)-ot a Csin-dinasztia (265-420) (Jin-dinasztia (265-420)) kivégeztette, ezután Hsziang (Xiang) már óvatosabb lett a császár bírálatában, így elkerülhette az árulás vádját.